# Casarão do Doutor Augusto Gonçalves de Souza Moreira
O Casarão do Doutor Augusto Gonçalves de Souza Moreira é um casarão histórico, construída no início do século XX. Foi residência do Doutor Augusto Gonçalves de Souza Moreira e sua família. Localiza-se na cidade de Itaúna, no estado de Minas Gerais. É um patrimônio cultural tombado pelo Conselho Deliberativo Municipal do Patrimônio Cultural, Artístico e Ecológico de Itaúna (CODEMPACE), na data de 05 de setembro de 2000, sob o processo de nº 4.236/2000.

## História
Edificação construída no início do século XX para ser residência do Doutor Augusto Gonçalves de Souza Moreira e sua família. Em 1949, os herdeiros do Doutor Augusto Gonçalves venderam o imóvel para a Companhia Industrial Itaunense. Na década de 1950, o casarão sediou o escritório da Companhia Industrial Itaunense, as instalações do Serviço Social da Indústria (SESI) e um laboratório de análises clínicas. Na década de 1970, o imóvel sofreu alterações para abrigar a ampliação das atividades do Serviço Social da Indústria (SESI). Anos depois, o Serviço Social da Indústria (SESI) foi transferido para outro imóvel. Entre os anos de 1980 e 1990, o imóvel voltou a abrigar os escritórios da Companhia Industrial Itaunense.

## Arquitetura
Edificação com arquitetura eclética, construída com um pavimento e um porão. Na fachada há duas janelas e uma porta que dá acesso a uma varanda com ladrilho hidráulico e gradil de ferro trabalhado, e uma escadaria centralizada que dá acesso a varanda. Na base da cobertura da varanda há um lambrequim em madeira trabalhada e mãos francesas em ferro.